# Tokyo Aquatics Centre

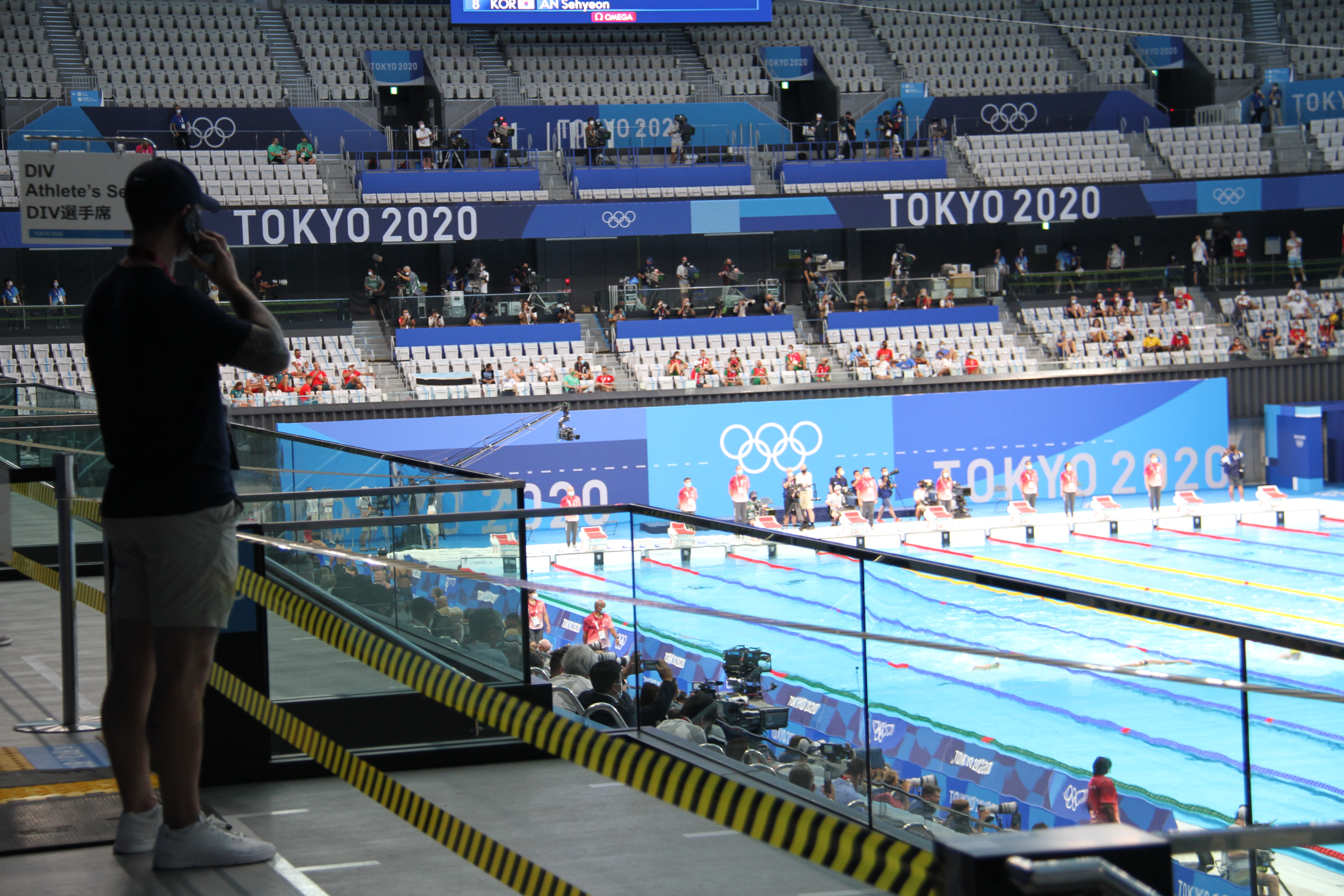
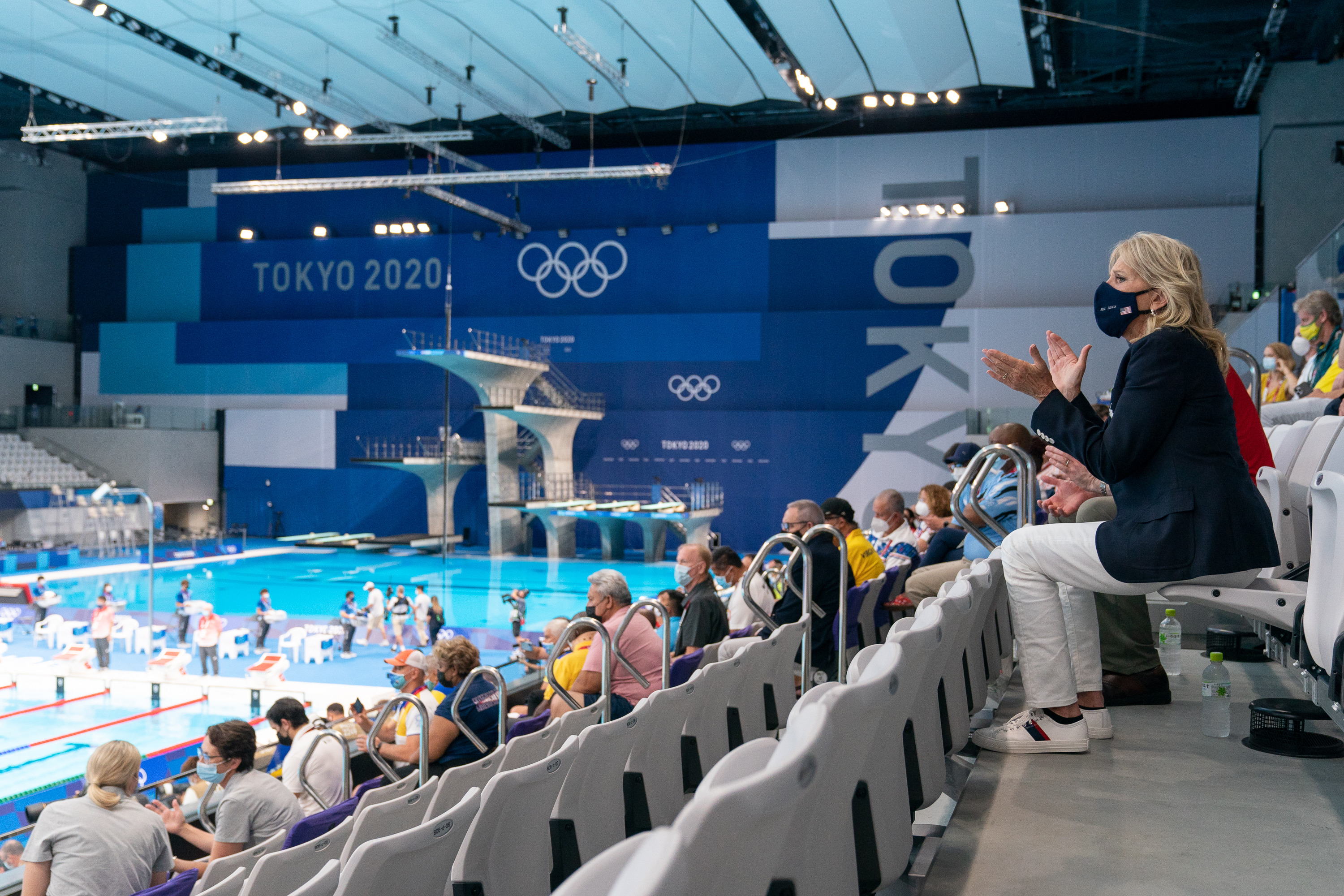
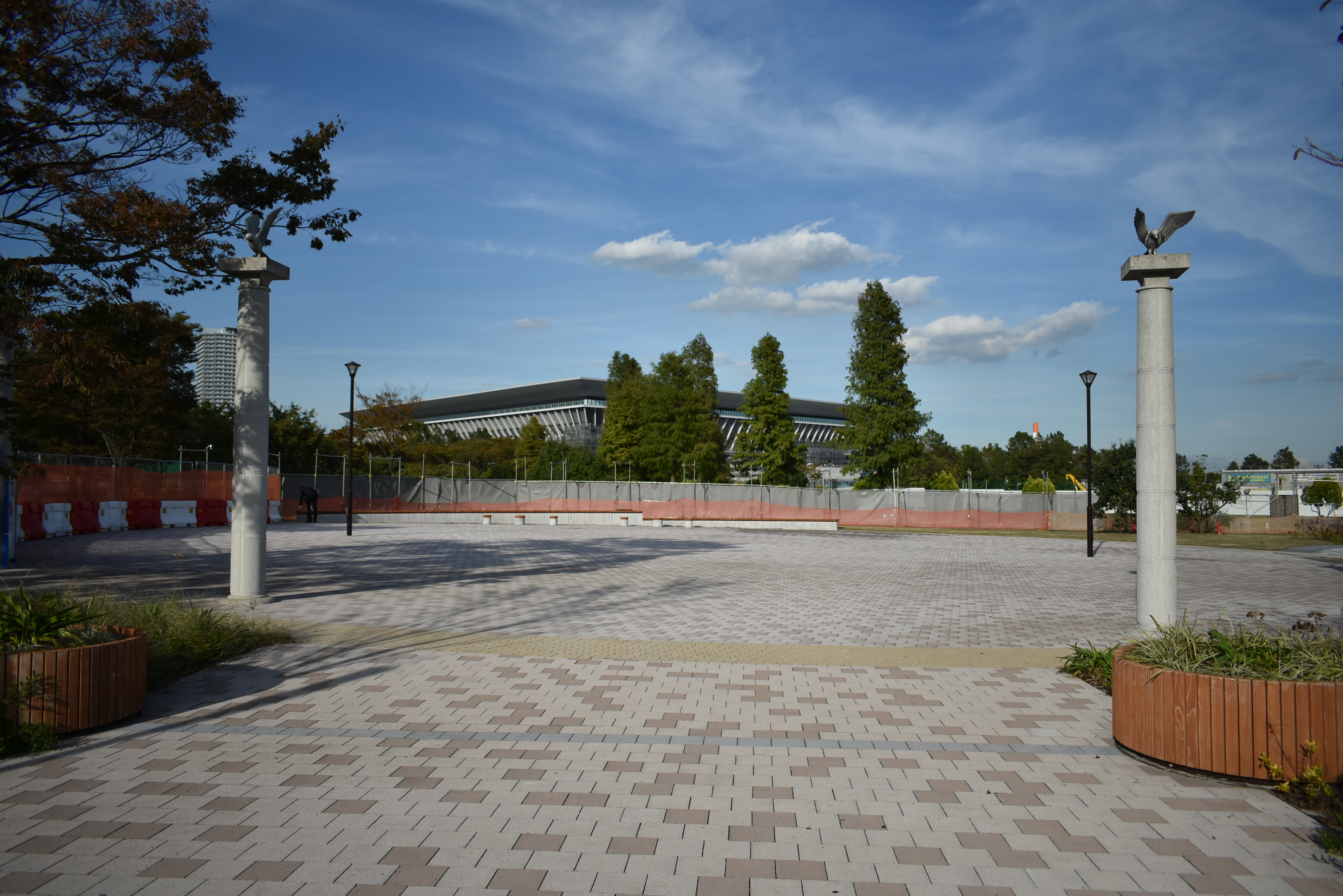

Tokyo Aquatics Centre (jap. 東京アクアティクスセンター) – kryty obiekt pływacki w Tokio, stolicy Japonii. Został otwarty 24 października 2020 roku. Może pomieścić 15 000 widzów.
Obiekt został wybudowany w latach 2017–2020, a jego budowa kosztowała 56,7 mld ¥. Pierwotnie otwarcie areny zaplanowano na 22 marca 2020 roku, ale w związku z pandemią COVID-19 zostało ono przełożone i miało miejsce 24 października 2020 roku. Obiekt powstał z myślą o organizacji Letnich Igrzysk Olimpijskich 2020. W czasie igrzysk Tokyo Aquatics Centre będzie gościć zawody w pływaniu, pływaniu synchronicznym i skokach do wody. Na obiekcie zostaną również rozegrane zawody pływackie podczas Letnich Igrzysk Paraolimpijskich 2020.
Główna hala obiektu zawiera 50-metrowy basen olimpijski oraz basen z wieżą do skoków do wody. Trybuny hali mogą pomieścić 15 000 widzów (po Letnich Igrzyskach Olimpijskich 2020 pojemność zostanie zredukowana do 5000 widzów). Obiekt posiada również osobny basen treningowy.